# Schimbrig
Schimbrig är en bergstopp i Schweiz.   Den ligger i distriktet Entlebuch och kantonen Luzern, i den centrala delen av landet, 50 km öster om huvudstaden Bern. Toppen på Schimbrig är 1 815 meter över havet, eller 349 meter över den omgivande terrängen. Bredden vid basen är 2,1 km.
Terrängen runt Schimbrig är bergig åt sydost, men åt nordväst är den kuperad. Runt Schimbrig är det ganska glesbefolkat, med 42 invånare per kvadratkilometer.. Närmaste större samhälle är Luzern, 19,1 km nordost om Schimbrig. 
I omgivningarna runt Schimbrig växer i huvudsak blandskog.